# Lecanographa hypothallina
Lecanographa hypothallina är en lavart som först beskrevs av Alexander Zahlbruckner, och fick sitt nu gällande namn av Egea & Torrente. Lecanographa hypothallina ingår i släktet Lecanographa och familjen Roccellaceae.   Inga underarter finns listade i Catalogue of Life.